# 제이스 노먼
제이스 노먼(영어: Jace Norman, 2000년 3월 21일 ~ )은 미국의 배우이다. 2014년부터 방영중인 시트콤 《헨리 데인저》의 헨리 하트/키드 데인저 역으로 잘 알려져 있다.

## 출연 작품
- 빅풋 주니어 2: 패밀리가 떴다